# Mariano José Parra Sandoval
Mariano José Parra Sandoval (Maracaibo, 25 de abril de 1947) es un arzobispo católico, arzobispo emérito de Coro desde el 31 de octubre de 2023. Tambbién es administrador apostólico de la arquidiócesis de Cumaná.

## Biografía[2]

### Nacimiento
Nació en Maracaibo, Estado Zulia, el 25 de abril de 1947.

### Estudios y títulos obtenidos
- Primaria en Maracaibo
- Teología en el Seminario de San Bernardo y en el Colegio Universitario de la diócesis de Rochester, Nueva York. Donde recibió el doctorado en Teología.

### Sacerdote
Fue ordenado presbítero en Maracaibo el 14 de agosto de 1971 incardinándose a Maracaibo y luego pasó a la diócesis de Cumaná.

#### Cargos
- Presidente de la Organización de los Seminarios de Venezuela (1979-1981).
- Presidente de la Asociación Venezolana para la Educación Católica (AVEC) (1981-1985-1986-1991).
- Capellán de su Santidad.
- Director del Departamento para las Vocaciones y los Ministerios.
- Subsecretario General de la Conferencia Episcopal Venezolana.

## Episcopado

### Obispo de San Fernando de Apure
El 12 de julio de 1994, el Papa Juan Pablo II lo nombró III Obispo de la diócesis de San Fernando de Apure.
Fue ordenado obispo el 28 de octubre de 1994.
- Ordenante principal:
  - Mons. Alfredo José Rodríguez Figueroa † (Arzobispo de Cumaná)
- Concelebrantes asistentes:
  - Mons. Roberto Lückert León, (Obispo de Coro)
  - Mons. Mario del Valle Moronta Rodríguez, (Obispo titular de Nova)

### Obispo de Ciudad Guayana[3]
El 10 de julio de 2001, el Papa Juan Pablo II lo nombró IV Obispo de la diócesis de Ciudad Guayana, siendo Secretario General del Concilio Plenario de Venezuela.
Se posesionó de la diócesis el viernes 31 de agosto proclamando como lema “No vine a ser servido sino a servir” en presencia de las máximas autoridades regionales y del pueblo católico que desbordó la iglesia de San Buena Ventura de El Roble, donde la recepción y recibimiento del acto litúrgico central estuvo a cargo del Presbítero Juan Carlos Bravo Salazar, administrador de la diócesis.

### Arzobispo de Coro
El 25 de octubre de 2016, el Papa Francisco lo nombró II Arzobispo Metropolitano de la arquidiócesis de Coro, sucediendo al Excmo. Mons. Roberto Lückert León.
Recibió el palio arzobispal de manos de su santidad el Papa Francisco el 29 de junio de 2017, en la Basílica de San Pedro, en Roma, día en el que la Iglesia Católica celebra la solemnidad de los santos Apóstoles San Pedro  y San Pablo.

### Arzobispo emérito de Coro
El papa Francisco aceptó, el 31 de octubre de 2023, la renuncia al gobierno pastoral de la archidiócesis metropolitana de Coro (Venezuela) presentada por S.E. Mons. Mariano José Parra Sandoval, y en su lugar nombró Arzobispo metropolitano de Coro a S.E. Mons. Víctor Hugo Basabe (Venezuela), hasta ahora Obispo de San Felipe y Administrador apostólico sede plena de Barquisimeto.
S.E. Mons. Víctor Hugo Basabe tomó posesión de su nuevo cargo el 15 de diciembre de 2023, quedando Mons. Mariano Parra oficialmente retirado del gobierno pastoral del arzobispado.

### Administrador Apostólico de Cumaná
El 8 de septiembre de 2024 el Santo Padre Francisco nombra a Mons. Mariano José Parra Sandoval Administrador Apostólico Sede Vacante de la arquidiócesis de Cumaná, oficio qué asume desde el 21 de septiembre de 2024.

## Sucesión Apostólica[7]
Como obispo transmite como sucesor de los apóstoles la misión de gobernar y santificar la Iglesia con la imposición de manos . Por tanto Mons. Mariano Parra ha impuesto las manos como coconsagrante ha impuesto las manos a los siguientes obispos:
1. Excmo. Mons. Ángel Francisco Caraballo Fermín (2013)
2. Excmo. Mons. Juan Carlos Bravo Salazar (2015)

## Predecesores y sucesores en los cargos
| Predecesor: Excmo. Mons. Roberto Antonio Dávila Uzcátegui | III Obispo de San Fernando de Apure Desde el 2 de julio de 1994 hasta el 10 de julio de 2001 | Sucesor: Excmo. Mons. Víctor Manuel Pérez Rojas       |
| Predecesor: Excmo. Mons. Ubaldo Ramón Santana Sequera     | IV Obispo de Ciudad Guayana Desde el 10 de julio de 2001 hasta el 25 de octubre de 2016      | Sucesor: Excmo. Mons. Helizandro Emiro Terán Bermúdez |
| Predecesor: Excmo. Mons. Roberto Lückert León             | II Arzobispo de Coro Desde el 25 de octubre de 2016 hasta el 31 de octubre de 2023           | Sucesor: Excmo. Mons. Víctor Hugo Basabe              |